# 蒼いバラ
「蒼いバラ」（あおいバラ）は、日本のロックバンドである安全地帯の楽曲。
2010年3月3日にユニバーサルミュージックから27枚目のシングルとして、4枚目のシングル「ワインレッドの心」（1983年）の新録音バージョンとの両A面となる「蒼いバラ/ワインレッドの心」のタイトルでリリースされた。Sony Recordsからの移籍第一弾として、前作「雨のち晴れ/ショコラ」（2003年）よりおよそ6年半ぶりにリリースされたシングルであり、作詞および作曲は玉置浩二が担当している。
本作は初期の安全地帯を彷彿させる官能的なミディアム・バラードであり、11枚目のアルバム『安全地帯XI ☆Starts☆「またね…。」』（2010年）からの先行シングルとしてリリースされた。アルバム『惑星』（2007年）以降、療養のために音楽活動を停止していた玉置のおよそ3年振りの復帰作となり、オリコンシングルチャートでは最高位9位を獲得、安全地帯のシングルがトップ10以内にチャートインするのは19枚目のシングル「微笑みに乾杯」（1988年）以来21年半ぶりとなった。

## 背景
安全地帯は8枚目のアルバム『安全地帯VIII〜太陽』（1991年）リリース後、デビュー10周年記念のコンサートツアー「10th Anniversary Acoustic Special Night」を1992年に行ったが、その後玉置とメンバーの志向の違いから溝が生まれ、シングル「ひとりぼっちのエール」（1993年）をリリース後の1994年に武沢豊が脱退を表明しバンドは活動休止する事となった。玉置はその後ソロ活動に転向したが、8枚目のアルバム『ニセモノ』（2000年）を受けたコンサートツアーに武沢が参加する事となり、アルバム『スペード』（2001年）を受けたコンサートツアー終了後、安全地帯は復活に向けた準備を進める事となった。2002年7月9日には乃木坂にあるソニー・スタジオにてメンバー全員が揃った形で安全地帯復活の記者会見が行われ、7月10日にシングル「出逢い」、8月7日にアルバム『安全地帯IX』をリリースして復活を遂げる事となった。しかしこの復活によって「自分の中でなにかが終わった」と感じた玉置は、一方的に安全地帯の活動休止宣言を行う事となった。
再びソロ活動を始めた玉置であったが、12枚目のアルバム『惑星』（2007年）のリリースと前後して、1985年に不倫関係にあるとして報道された女優の石原真理子が著書『ふぞろいな秘密』（2006年）を出版し、石原自らが監督を務める形で映画化もされた。同書には玉置との関係を記述した箇所もあり、マスコミや石原自身も玉置へのコメントを求めたが玉置の所属事務所はコメントを差し控える処置を取る事となった。その後玉置は『惑星』を受けてのコンサートツアー終了後に当時妻であり事務所の代表であった安藤さと子との離婚を発表。さらに、2008年に入り急性膵炎による体調不良のために全ての音楽活動を停止する事となった。
2009年には石原が玉置と直接連絡を取った際に意気投合し、婚姻届を提出したものの石原が重婚となったために受理されず、また新婚旅行の最中に関係が悪化したことから両者の関係は破局したとの報道がなされた。新婚旅行の最中に渡米していた玉置はうつ病とアルコール依存症による自堕落な生活を送っていたが、6月25日に同年齢であったマイケル・ジャクソンの死去を伝えるニュースを見た事により、「再び歌わなければならない」との思いを強くした。これまでにファンクラブも含めて全ての活動を休止していた玉置であったが、9月からスタジオでの合宿生活を開始する。

## 音楽性と歌詞
玉置の自伝本『玉置浩二 幸せになるために生まれてきたんだから』において著者の志田歩は、本作に関して「安全地帯というバンドへの期待に真っ向から応えてくれる官能的なミディアム・バラード」と評価し、緩急の起伏に富んだボーカルやドラムスやパーカッションが生み出す躍動感などが魅力であるとした他、終盤のリードギターによる応酬がイーグルスの「ホテル・カリフォルニア」（1977年）を彷彿させると指摘した。また、同書にて志田はかつて青色のバラは製作不可能であると考えられていたが、バイオテクノロジーの発達によって開発成功に至ったため、「神の祝福」や「奇跡」、「夢かなう」などの安全地帯の完全復活に相応しい花言葉が新たに付与されていることを述べている。
音楽情報サイト『CDジャーナル』では、玉置の歌声に関して1980年代の安全地帯の全盛期の頃に戻ったかのように艶があると指摘した上で「まさに“復活”という言葉がふさわしい」と評価し、「円熟味が加わった表現力」との表記のほかに「ヴェルヴェットのようにしっとりと歌い上げるミディアム・ナンバー」とも表記している。
ベスト・アルバム『ALL TIME BEST』（2017年）の楽曲解説では、本作を「甘く危険な官能的な香りがする、初期の彼らを感じさせてくれる情熱的な一曲」と評価し、安全地帯の作品としては初の玉置による作詞であることを指摘している。また、ソロ活動と並行して行っていた安全地帯の活動が音楽性の緩やかな変化とともに地続きであったように感じるとした上で、本作では懐かしさだけでなく新しさを感じさせる作品になっているために、本作および本作が収録されたアルバム『安全地帯XI ☆Starts☆「またね…。」』（2010年）によって玉置のシンガーソングライターとしての天才ぶりが発揮されていると総括している。

## リリース、プロモーション、チャート成績
本作は2010年3月3日にユニバーサルミュージックからマキシシングルでリリースされ、ノンタイアップとなった。初回限定盤には本作のミュージック・ビデオが収録されたDVDが付属された。
リリース当日には7年ぶりのシングルリリースを記念したイベントが新橋SL広場前にて開催され、レコーディング中のため参加できない安全地帯メンバーの代わりに、芸能界一の安全地帯ファンを自負するお笑いコンビのテツandトモが登場することとなった。イベントではスクリーンにて本作のミュージック・ビデオが初公開され、また安全地帯メンバーからのビデオメッセージが上映された。
本作はオリコンシングルチャートにて最高位9位の登場週数11回となり、売り上げ枚数は2.2万枚となった。安全地帯のシングルが同チャートにてトップ10入りするのは19枚目のシングル「微笑みに乾杯」（1988年）以来21年半ぶりとなり、シングルトップ10のインターバル記録としてはラッツ&スターの12年10か月を抜いて日本人グループとしては歴代1位となった。また、本作の売り上げ枚数は安全地帯のシングル売上ランキングにおいて19位となった。

## カバー
- エドモンド・リョン（梁漢文） - 広東語バージョン、「花不會盛開」のタイトルでアルバム『#20』（2011年）に収録。

## シングル収録曲

### CD
| 全作曲: 玉置浩二。 |                                                                |           |            |                |      |
| #                  | タイトル                                                       | 作詞      | 作曲・編曲 | 編曲           | 時間 |
| 1.                 | 「蒼いバラ」                                                   | 玉置浩二  | 玉置浩二   | 安全地帯       | 5:39 |
| 2.                 | 「ワインレッドの心（2010ヴァージョン）」                       | 井上陽水  | 玉置浩二   | 安全地帯、星勝 | 4:13 |
| 3.                 | 「蒼いバラ」(オリジナル・カラオケ)                             |           | 玉置浩二   | 安全地帯       | 5:39 |
| 4.                 | 「ワインレッドの心（2010ヴァージョン）」(オリジナル・カラオケ) |           | 玉置浩二   | 安全地帯、星勝 | 4:09 |
| 合計時間:          | 合計時間:                                                      | 合計時間: | 合計時間:  | 19:40          |      |

### DVD
1. 蒼いバラ MUSIC CLIP
2. 蒼いバラ MUSIC CLIP（KOJI TAMAKI スペシャル・ヴァージョン）

## リリース履歴
| No. | 日付         | レーベル                 | 規格                   | 規格品番                                | 最高順位 | 備考 |
| --- | ------------ | ------------------------ | ---------------------- | --------------------------------------- | -------- | ---- |
| 1   | 2010年3月3日 | ユニバーサルミュージック | マキシシングル         | UICZ-9032（初回盤） UICZ-5045（通常盤） | 9位      |      |
| 2   | 2013年3月1日 | ユニバーサルミュージック | デジタル・ダウンロード | -                                       | -        |      |

## 収録アルバム
「蒼いバラ」
- スタジオ音源
  - 『安全地帯XI ☆Starts☆「またね…。」』（2010年）
  - 『ALL TIME BEST』（2017年）
  - 『THE BEST ALBUM 40th ANNIVERSARY 〜あの頃へ〜』（2022年）
- ライブ音源
  - 『安全地帯 “完全復活” コンサートツアー2010 Special at 日本武道館 〜Start & Hits〜「またね…。」』（2010年）
  - 『安全地帯 IN 甲子園球場「さよならゲーム」』（2020年）
  - 『安全地帯 ALL TIME BEST「35」〜35th Anniversary Tour 2017〜LIVE IN 日本武道館』（2022年）

「ワインレッドの心（2010ヴァージョン）」
- 『安全地帯 Hits』（2010年）